# 15 augustus
15 augustus is de 227e dag van het jaar (228e dag in een schrikkeljaar) in de gregoriaanse kalender. Hierna volgen nog 138 dagen tot het einde van het jaar.

## Gebeurtenissen
- Algemeen
  - 944 - Het kleed van Edessa wordt van Edessa (Turkije) overgebracht naar Constantinopel.
  - 1519 - Stichting van Panama-Stad.
  - 1887 - Eerste beklimming van de Mönch in Zwitserland.
  - 1988 - Bij een busongeluk in Noorwegen vallen zestien doden, onder wie twaalf kinderen.
  - 1990 - In zwarte woonwijken te Johannesburg (Zuid-Afrika) vallen 140 doden bij politiek oproer en stammengeweld.
  - 1990 - President Daniel arap Moi roept de bevolking van Kenia op tot "kalmte en eenheid" na de onrust die de plotselinge dood van de anglicaanse bisschop Alexander Muge heeft veroorzaakt.
  - 2000 - De Dongedijk, een Nederlands feeder-containerschip, kapseist nabij de Egyptische havenstad Port Said in nochtans gunstige weersomstandigheden.
  - 2007 - In Peru vallen circa 510 doden bij een aardbeving van 8.0 op de schaal van Richter.
  - 2015 - President Rafael Correa van Ecuador kondigt uit voorzorg de noodtoestand af vanwege de dreigende uitbarsting van de vulkaan Cotopaxi, zo'n 70 kilometer ten zuiden van de hoofdstad Quito.
  - 2023 - Nieuw-Zeeland schrapt de laatste coronamaatregelen die nog van kracht waren.[1]

- Criminaliteit en veiligheid
  - 1996 - Sabine Dardenne en Laetitia Delhez worden levend teruggevonden in een kelder van het huis van de Belgische kindermoordenaar Marc Dutroux.
  - 2013 - Zestien scholen in een arme voorstad van Kaapstad sluiten voor twee dagen hun deuren vanwege het oplaaien van een bendeoorlog. Leraren durven niet meer naar hun werk.

- Economie
  - 2017 - Air Berlin vraagt het faillissement aan.

- Media
  - 1940 - Eerste nummer van de als ondergrondse krant begonnen La Libre Belgique.

- Muziek
  - 1969 - Eerste dag van het Woodstock Music and Art Festival.[2]

- Oorlog
  - 717 - De Arabieren belegeren Constantinopel: de stad wordt omsingeld door een verdedigingslinie. Keizer Leo III geeft opdracht om de Muren van Theodosius te versterken.
  - 718 - Leo III weet tijdens de belegering van Constantinopel stand te houden. Kalief Omar II breekt het beleg na dertien maanden af en trekt de Arabische legers terug.
  - 778 - Slag bij Roncevaux: de Franken, onder leiding van koning Karel de Grote, worden tijdens de terugtocht bij Roncesvalles (Pyreneeën) door de Basken verslagen.
  - 1942 - Voor het eerst worden in Nederland door de Duitse bezetter gijzelaars gefusilleerd als represaille of vergeldingsmaatregel. De slachtoffers zijn Robert Baelde, Willem Ruys, Otto Ernst Gelder, graaf van Limburg-Stirum, Christoffel Bennekers en Alexander baron Schimmelpenninck van der Oye.
  - 1944 - Operatie Dragoon: de Geallieerden vallen Zuid-Frankrijk aan.
  - 1945 - Keizer Hirohito houdt een radiotoespraak waarin hij de onvoorwaardelijk overgave van Japan bekendmaakt. Dit is het einde van de Tweede Wereldoorlog.
  - 1990 - Irans voorwaarden voor een vredesverdrag dat een eind moet maken aan de oorlog tussen Iran en Irak worden door Saddam Hoessein geaccepteerd.

- Politiek
  - 1912 - Open brief van Jules Destrée aan Belgisch koning Albert I met de legendarische woorden: "Er zijn geen Belgen, Sire."
  - 1945 - Ontstaan van de Republiek Korea na de capitulatie van Japan in de Tweede Wereldoorlog.
  - 1961 - In de DDR begint men met de bouw van de betonnen Berlijnse Muur.
  - 1975 - Militaire coup in Bangladesh.
  - 1990 - In de Sovjet-Unie worden Aleksandr Solzjenitsyn en Joseph Brodsky in ere hersteld: zij krijgen hun burgerrechten terug.
  - 1990 - In Gdańsk (Polen) wordt het tienjarig bestaan van de vakbond Solidariteit gevierd.
  - 1993 - Juan Carlos Wasmosy, de eerste democratisch gekozen burgerpresident in de geschiedenis van Paraguay, wordt beëdigd.
  - 1994 - Ilich Ramírez Sánchez, de terrorist die bekendstaat als "Carlos", wordt gearresteerd.
  - 1998 - Een bom in Omagh, Noord-Ierland, kost aan negenentwintig mensen het leven.
  - 2005 - De Kirgizische president Kurmanbek Bakijev benoemt Feliks Koelov tot nieuwe premier.
  - 2021 - De taliban veroveren Kabul, de hoofdstad van Afghanistan.

- Recreatie
  - 2003 - In het Amerikaanse Epcot (Orlando, Florida) wordt de attractie Mission: SPACE geopend.

- Religie
  - 1233 - Oprichting van de Orde van de Servieten van Maria (O.S.M.) door zeven jonge Florentijnen.
  - 1483 - De Sixtijnse Kapel wordt officieel ingewijd.
  - 1534 - Ignatius van Loyola richt met zes medestudenten in Parijs de Orde van de Sociëteit van Jezus (S.J.) op.
  - 1967 - Apostolische Constitutie Regimini Ecclesiae Universae van paus Paulus VI tot reorganisatie van de Romeinse Curie.
  - 2003 - Opstelling van het genadebeeld van Onze Lieve Vrouwe van de Besloten Tuin in de Kluis van Warfhuizen, wat het begin is van de ontwikkeling van Warfhuizen tot bedevaartsoord.
  - 2004 - Tweede en laatste dag van het bezoek van paus Johannes Paulus II aan Lourdes. Het zal de laatste reis van deze paus buiten Italië zijn.

- Sport
  - 1909 - Oprichting van voetbalclub VUC in Den Haag.
  - 1916 - Oprichting van de Mexicaanse voetbalclub Atlas Guadalajara.
  - 1920 - Oprichting van de Albanese voetbalclub SK Tirana.
  - 1920 - Oprichting van de Italiaanse voetbalclub Empoli FC.
  - 1957 - Oprichting van de Chileense voetbalclub CD Coquimbo Unido.
  - 1971 - Opening van het Foxboro Stadium in de Amerikaanse stad Foxborough (Massachusetts).
  - 1989 - Zwemmer Giorgio Lamberti uit Italië scherpt bij de Europese kampioenschappen in Bonn het wereldrecord op de 200 meter vrije slag aan tot 1.46,69 seconden.
  - 2006 - Bij wedstrijden in Tallinn scherpt de Russische atlete Tatjana Lysenko haar eigen wereldrecord kogelslingeren (77,41 meter) aan tot 77,80 meter.
  - 2014 - De Nederlandse atlete Dafne Schippers wint op het EK in Zürich goud op de 200 meter. Twee dagen eerder won zij al de 100 meter.
  - 2016 - Op de Olympische Spelen in Rio de Janeiro wint de Nederlandse turnster Sanne Wevers goud op het onderdeel evenwichtsbalk. Sharon van Rouwendaal wordt olympisch kampioene op de 10 kilometer openwaterzwemmen.
  - 2016 - Bij het onderdeel atletiek op diezelfde Olympische Spelen verbetert de Poolse atlete Anita Włodarczyk haar eigen wereldrecord kogelslingeren (81,08 meter) met een worp van 82,29 meter.

- Wetenschap en technologie
  - 1877 - In hun uitvindersvete behaalt Edison toch nog een kleine overwinning op Bell: door Edisons toedoen op deze dag zeggen we tegenwoordig "hallo" als begroeting aan de telefoon en niet "ahoy" (Bells keuze).
  - 1881 - Opening van de Internationale Elektriciteitstentoonstelling in Parijs.
  - 1914 - Het Amerikaanse stoomschip Ancona is het eerste schip dat door het Panamakanaal vaart. Dit kanaal verbindt de Grote Oceaan met de Atlantische Oceaan.
  - 1998 - Introductie van de Apple iMac G3.[3]
  - 2023 - In een artikel in het wetenschappelijk tijdschrift PLoS Biology beschrijven Amerikaanse wetenschappers dat het mogelijk is om een computer te laten herkennen naar welke muziek een patiënt luistert door met intercraniale elektroden de hersenactiviteit te meten. De proefpersonen hadden de elektroden in hun brein gekregen om de locatie van hun epileptische aanvallen te bepalen.[4][5]

## Geboren

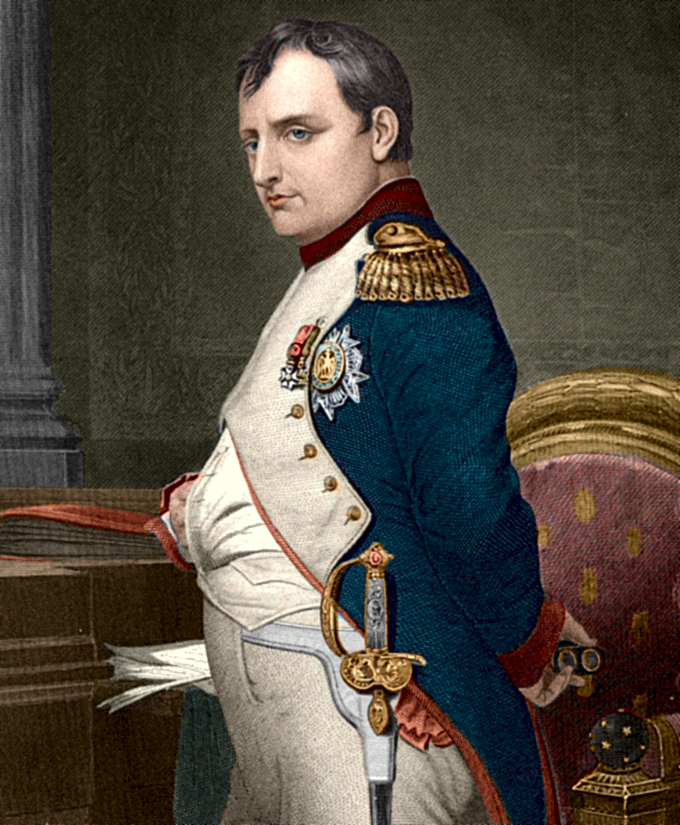
Napoleon Bonaparte
geboren in 1769

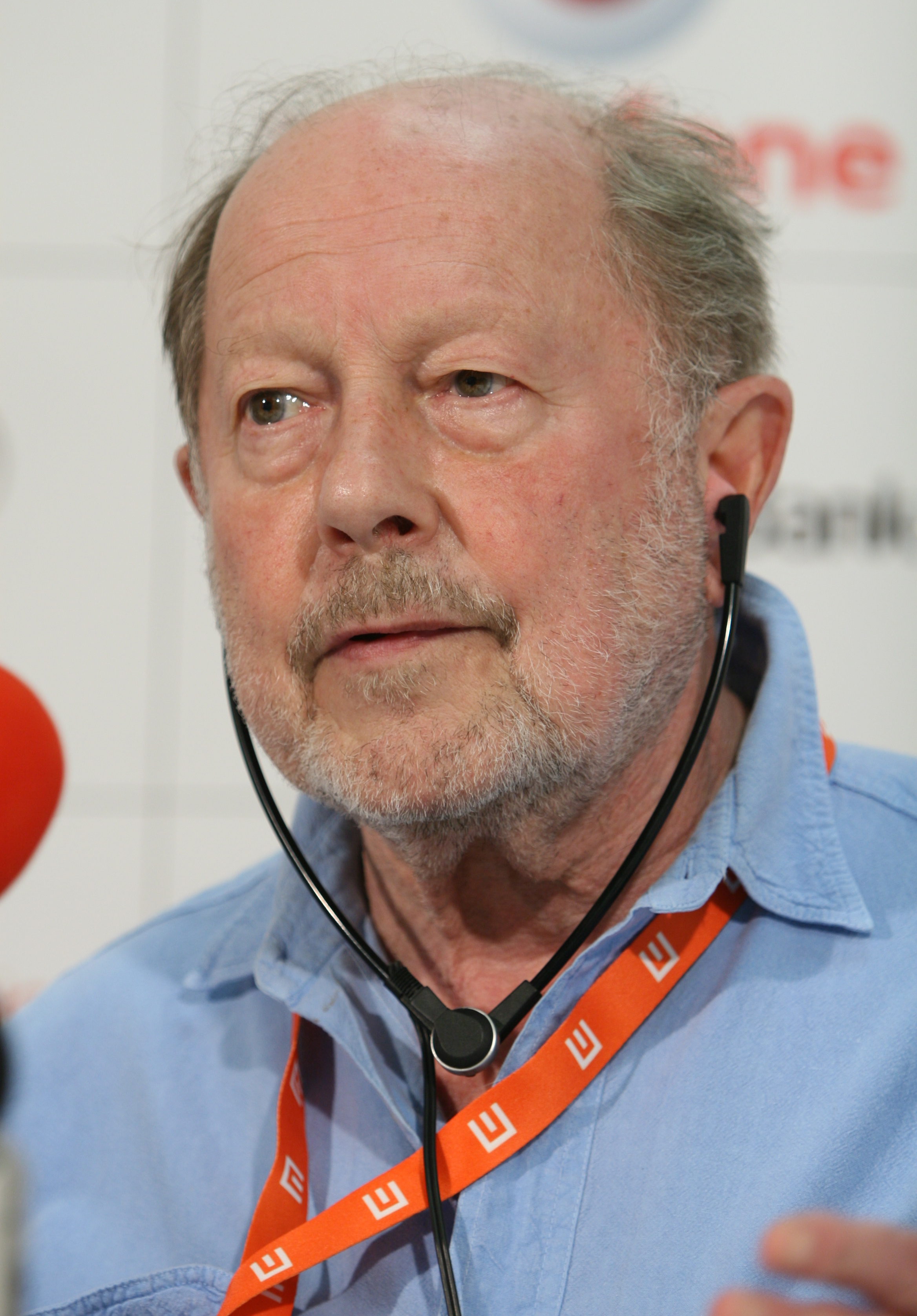
Nicolas Roeg
geboren in 1928

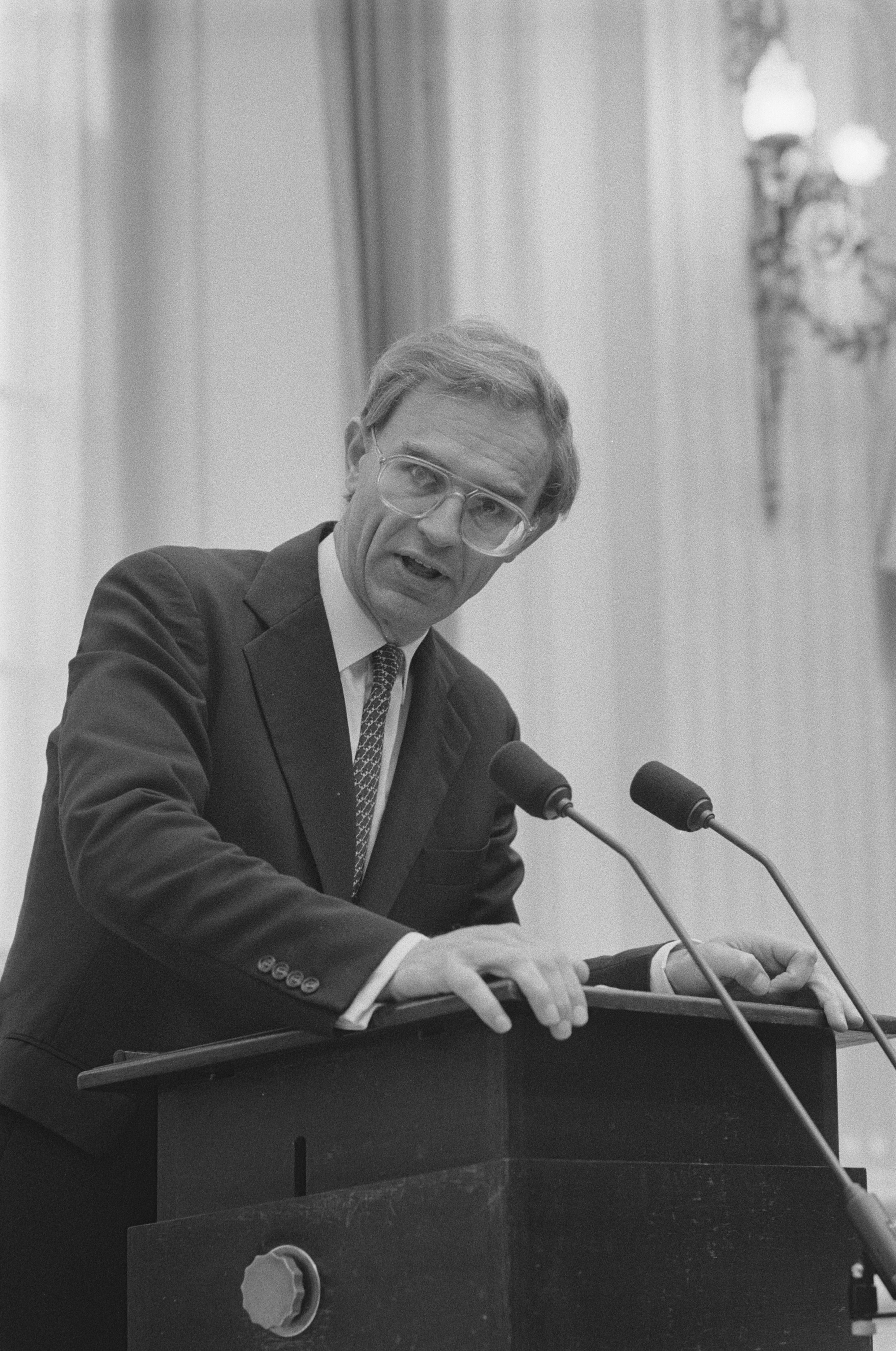
Onno Ruding
geboren in 1939

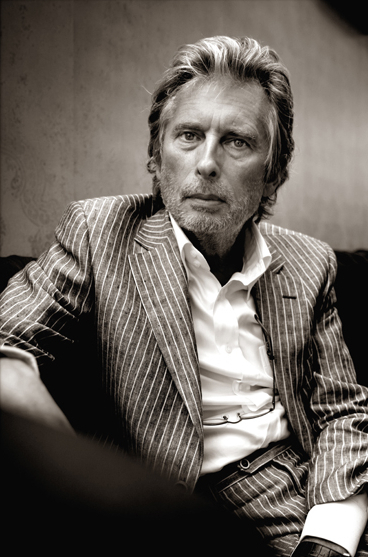
Paul Jambers
geboren in 1945

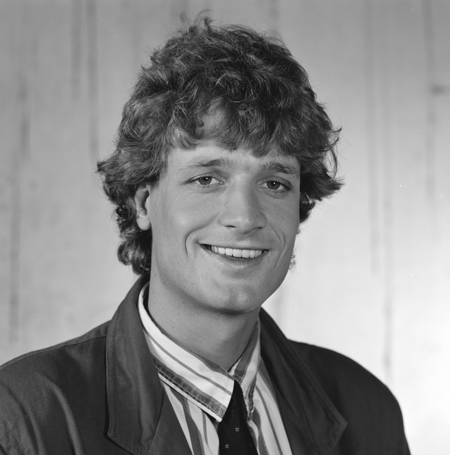
Jeroen Pauw (in 1989)
geboren in 1960

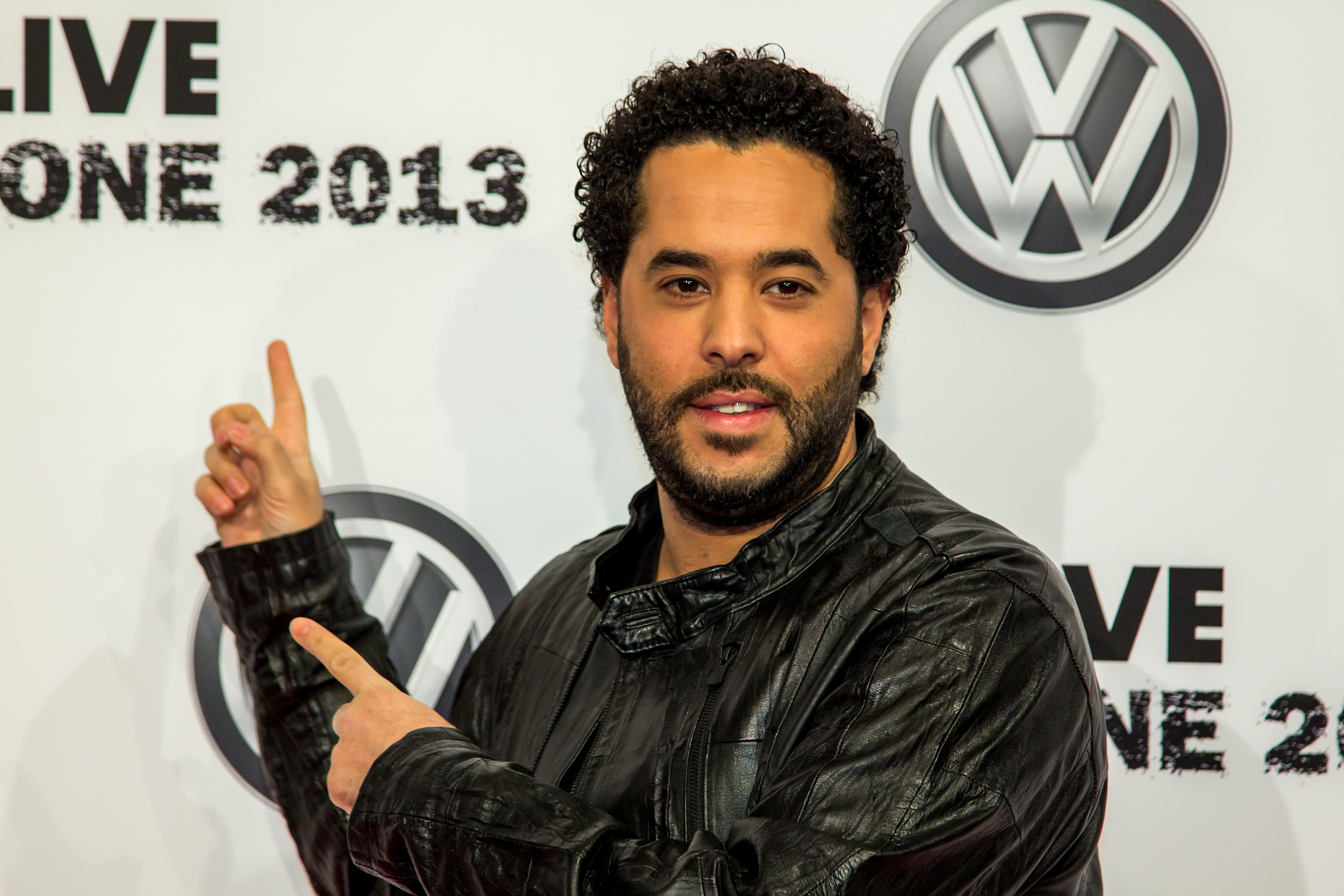
Adel Tawil
geboren in 1978

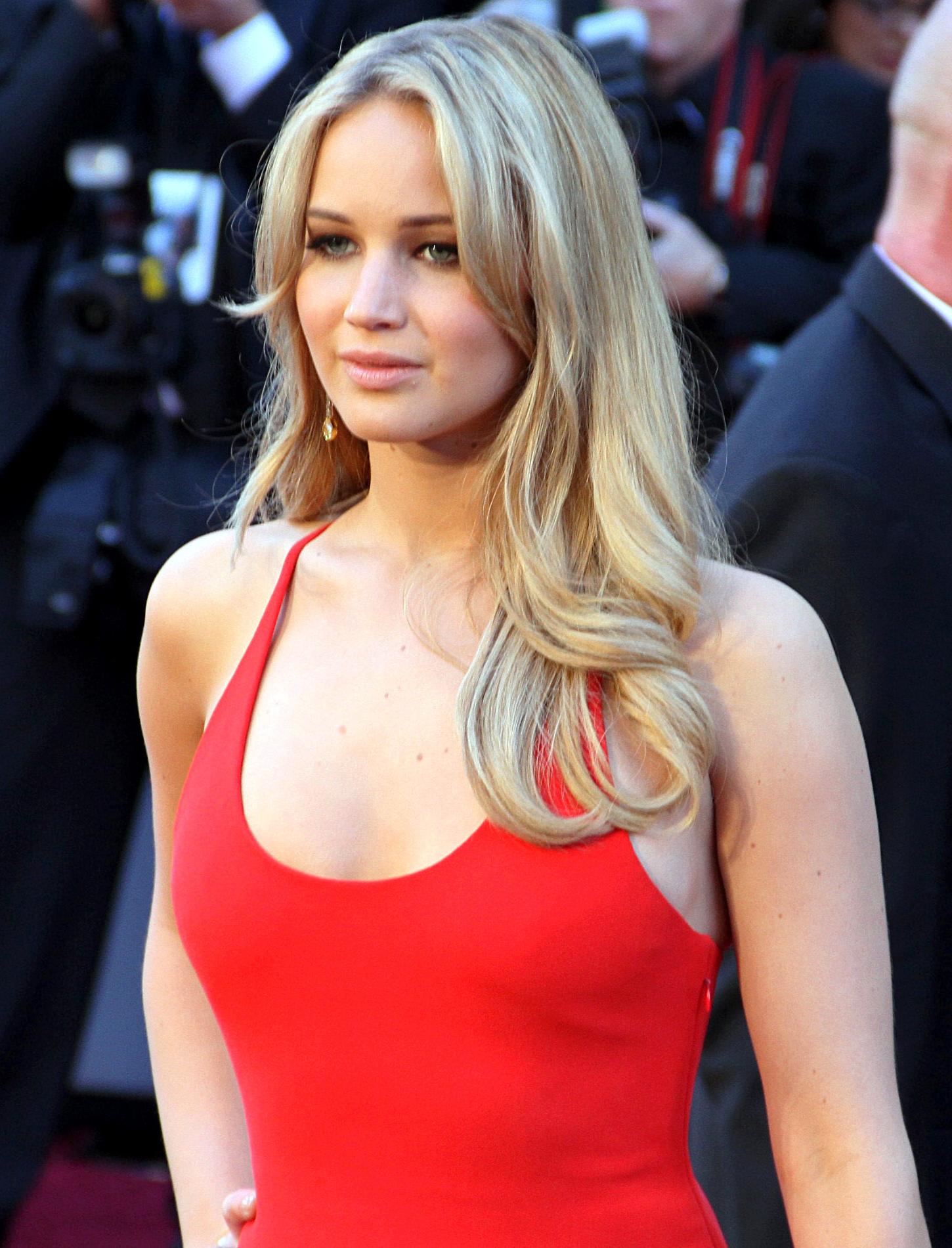
Jennifer Lawrence,
geboren in 1990

- 866 - Robert van Bourgondië, koning van het West-Frankische Rijk (overleden 923)
- 1195 - Antonius van Padua, Portugees heilige en kerkleraar, minderbroeder (overleden 1231)
- 1250 - Matteo I Visconti, eerste heerser over Milaan uit het geslacht der Visconti's (overleden 1322)
- 1740 - Matthias Claudius, Duits dichter en journalist (overleden 1815)
- 1769 - Napoleon Bonaparte, Frans keizer (overleden 1821)
- 1792 - Hendrik Forstner van Dambenoy, Nederlands minister van oorlog (overleden 1870)
- 1794 - Elias Magnus Fries, Zweeds mycoloog (overleden 1878)
- 1803 - Hermann Friedrich Kohlbrugge, Nederlands gereformeerd theoloog (overleden 1875)
- 1815 - Alexander Keyserling, Lets geoloog en paleontoloog (overleden 1891)
- 1821 - Louis Charles Horta, Belgisch uitgever (overleden 1870)
- 1834 - Gerrit Jan Wilbrink, notaris te Lunteren (overleden 1907)
- 1847 - Jacobus Cornelius Meeuwissen, apostolisch vicaris van Suriname (overleden 1916)
- 1858 - Maarten Maartens, Engelstalig Nederlands schrijver (overleden 1915)
- 1858 - Emma Calvé, Frans sopraan (overleden 1942)
- 1860 - Florence Harding, first lady (echtgenote van Amerikaans president Warren G. Harding) (overleden 1924)
- 1865 - Mikao Usui, Japans herontdekker van Reiki (overleden 1926)
- 1866 - Janus Ooms, Nederlands roeier (overleden 1924)
- 1871 - Arthur Tansley, Brits botanicus (overleden 1955)
- 1889 - Jan Mankes, Nederlands kunstschilder en graficus (overleden 1920)
- 1890 - Jacques Ibert, Frans componist en dirigent (overleden 1962)
- 1891 - Willem van Loon, Nederlands touwtrekker (overleden 1975)
- 1893 - Jorinus van der Wiel, Nederlands wielrenner (overleden 1960)
- 1984 - Thomas Chalmers Vint, Amerikaans landschapsarchitect (overleden 1967)
- 1900 - Marcel Florkin, Belgisch biochemicus (overleden 1979)
- 1900 - Eberhard Godt, Duits admiraal (overleden 1995)
- 1902 - Jan Campert, Nederlands dichter (overleden 1943)
- 1903 - Werner Ostendorff, Duits generaal (overleden 1945)
- 1905 - Hester Ford, Amerikaans supereeuwelinge (overleden 2021)
- 1905 - Henri Pavillard, Frans voetballer (overleden 1978)
- 1909 - G.A. van Oorschot, Nederlands uitgever, dichter en schrijver (overleden 1987)
- 1909 - Daan van der Vat, Nederlands dichter en schrijver (overleden 1977)
- 1912 - Naoto Tajima, Japans atleet (overleden 1990)
- 1915 - Pierre Cox, Belgisch kunstschilder (overleden 1974)
- 1917 - Óscar Romero, aartsbisschop van El Salvador (overleden 1980)
- 1918 - Jean Achard, Frans autocoureur (overleden 1951)
- 1918 - Cornelis Koeman, Nederlands cartograaf (overleden 2006)
- 1920 - Guillaume van der Graft, Nederlands predikant, schrijver en dichter (overleden 2010)
- 1921 - Elly Dammers, Nederlands atlete (overleden 2009)
- 1921 - Annemiek Padt-Jansen, Nederlands harpiste en politica (overleden 2007)
- 1922 - Czesław Lewandowski, Pools bisschop (overleden 2009)
- 1923 - Gé van Dijk, Nederlands voetballer (overleden 2005)
- 1924 - Frans Feremans, Belgisch atleet en wielrenner (overleden 2007)
- 1924 - Petrus Kastenman, Zweeds ruiter (overleden 2013)
- 1924 - Jean Mauriac, Frans schrijver en journalist (overleden 2020)
- 1925 - Oscar Peterson, Canadees jazzpianist (overleden 2007)
- 1926 - Julius Katchen, Amerikaans pianist (overleden 1969)
- 1926 - Kostis Stefanopoulos, Grieks president (overleden 2016)
- 1928 - Nicolas Roeg, Brits regisseur (overleden 2018)
- 1928 - Dick Schallies, Nederlands componist (overleden 2017)
- 1929 - Corrie Hafkamp, Nederlands kinderboekenschrijfster (overleden 2020)
- 1929 - Georgios Roubanis, Grieks atleet (overleden 2025)
- 1930 - Gommaar Timmermans, Belgisch striptekenaar en auteur (overleden 2023)
- 1930 - José María Zárraga, Spaans voetballer (overleden 2012)
- 1931 - Richard Heck, Amerikaans scheikundige (overleden 2015)
- 1931 - Haitham al-Maleh, Syrisch mensenrechtenverdediger, advocaat en voormalig rechter
- 1931 - Hugues C. Pernath, Belgisch dichter (overleden 1975)
- 1931 - Johnny Thunder (Gil Hamilton), Amerikaans zanger (overleden 2024)
- 1932 - Abby Dalton, Amerikaans actrice (overleden 2020)
- 1933 - Stanley Milgram, Amerikaans psycholoog (overleden 1984)
- 1934 - Geurt Gijssen, Nederlands schaakarbiter
- 1934 - Michael E. Krauss, Amerikaans taalkundige (overleden 2019)
- 1936 - Lothar Buchmann, Duits voetballer en trainer (overleden 2023)
- 1938 - Ottavio Cinquanta, Italiaans sportbestuurder (overleden 2022)
- 1938 - Roel Kruize, Nederlands muziekmanager
- 1939 - Herman van Keeken, Nederlands zanger (onder andere "Pappie loop toch niet zo snel") (overleden 1995)
- 1939 - Onno Ruding, Nederlands politicus en bankier
- 1939 - Norma Waterson, Brits musicus (overleden 2022)
- 1940 - Gudrun Ensslin, Duits terroriste (overleden 1977)
- 1943 - Miguel Rodríguez Orejuela, Colombiaans drugscrimineel
- 1944 - Gianfranco Ferré, Italiaans modeontwerper (overleden 2007)
- 1944 - Thierry Rijkhart de Voogd, Frans-Nederlands schilder (overleden 1999)
- 1944 - Thor Spydevold, Noors voetballer (overleden 2024)
- 1944 - Sylvie Vartan, Frans actrice en zangeres
- 1945 - Paul Jambers, Belgisch journalist, televisiepresentator en programmamaker
- 1945 - Alain Juppé, Frans premier
- 1946 - Willem Hoogeveen, Nederlands beeldend kunstenaar (overleden 2020)
- 1947 - Eddy Habbema, Nederlands regisseur
- 1947 - Valerij Jaremtsjenko, Sovjet-Oekraïens voetballer en trainer
- 1947 - Sim Noordhof, Nederlands dirigent (overleden 2025)
- 1948 - Ben de Brouwer, Nederlands honkballer (overleden 1996)
- 1948 - Jorge Carrascosa, Argentijns voetballer
- 1949 - Marga Kool, Nederlands schrijfster en dijkgraaf waterschap Reest en Wieden
- 1949 - Ralf Schulenberg, Oost-Duits voetballer
- 1949 - Phyllis Smith, Amerikaans actrice
- 1950 - Jan Andriesse, Nederlands kunstschilder (overleden 2021)
- 1950 - Anne Elizabeth Alice Louise Mountbatten-Windsor, Brits prinses
- 1951 - Carlos Torres Garcés, Ecuadoraans voetballer en voetbalcoach
- 1952 - Bernard Lacombe, Frans voetballer en voetbalcoach (overleden 2025)
- 1953 - Brendan Croker, Brits musicus (overleden 2023)
- 1953 - Alan North, Zuid-Afrikaans motorcoureur
- 1953 - Raymond Washington, Amerikaans crimineel (overleden 1979)
- 1954 - Stieg Larsson, Zweeds journalist en schrijver (overleden 2004)
- 1955 - Paul Durkin, Engels voetbalscheidsrechter
- 1955 - Romeo van Russel, Surinaams politicus
- 1956 - Régis Clère, Frans wielrenner (overleden 2012)
- 1958 - Carel Kraayenhof, Nederlands bandoneonist
- 1959 - Han Kulker, Nederlands atleet
- 1960 - Samuel Cabrera, Colombiaans wielrenner (overleden 2022)
- 1960 - Jeroen Pauw, Nederlands journalist en tv-presentator
- 1961 - Dietmar Mögenburg, Duits atleet
- 1962 - Kim Dae-young, Zuid-Koreaans voetbalscheidsrechter
- 1962 - Rıdvan Dilmen, Turks voetballer en voetbalcoach
- 1963 - Lady Miss Kier, Amerikaans zangeres (onder andere Deee-Lite)
- 1963 - Stephan Lehmann, Zwitsers voetballer
- 1963 - Vladimir Petković, Bosnisch-Kroatisch voetbalcoach
- 1964 - Anne De Baetzelier, Belgisch presentatrice en omroepster
- 1964 - Annemieke Vermeulen, Nederlands burgemeester
- 1965 - Raf Coppens, Belgisch cabaretier
- 1968 - Fuat Çapa, Belgisch-Turks voetbalcoach
- 1968 - Esmael Mangudadatu, Filipijns politicus
- 1968 - Debra Messing, Amerikaans actrice
- 1969 - Yoshiyuki Abe, Japans wielrenner
- 1972 - Ben Affleck, Amerikaans acteur
- 1972 - Pasi Laaksonen, Fins voetballer
- 1974 - Sami Ristilä, Fins voetballer
- 1975 - Jürgen Dirkx, Nederlands voetballer en voetbaltrainer
- 1976 - Abiy Ahmed, Ethiopisch politicus + Nobelprijswinnaar
- 1976 - Sipke Jan Bousema, Nederlands presentator en acteur
- 1976 - Koert-Jan de Bruijn, Nederlands acteur
- 1976 - Juan de la Fuente, Argentijns zeiler
- 1976 - Dmitri Fofonov, Kazachs wielrenner
- 1976 - Boudewijn Zenden, Nederlands voetballer en voetbalcoach
- 1977 - Radoslav Batak, Montenegrijns voetballer
- 1977 - Wagner Ebrahim, Braziliaans autocoureur
- 1978 - Adel Tawil, Duits zanger, songwriter en producer
- 1978 - Kerri Walsh Jennings, Amerikaans beachvolleybalster
- 1979 - Courtney Atkinson, Australisch triatleet
- 1979 - Tong Jian, Chinees kunstschaatser
- 1980 - Taylor Roberts, Amerikaans actrice
- 1981 - Adam Craig, Amerikaans mountainbiker
- 1981 - Hannu Haarala, Fins voetballer
- 1981 - Brendan Hansen, Amerikaans zwemmer en olympisch kampioen in 2004
- 1981 - Johan van der Veen, Nederlands zanger (onder andere Twarres)
- 1981 - Silvan Zurbriggen, Zwitsers skiër
- 1981 - Christina Zurhausen, Duits jazzmusicus
- 1981 - Ralf Zwitser, Nederlands marathonschaatser
- 1983 - Hwang Jin-woo, Zuid-Koreaans autocoureur
- 1984 - Mbark Boussoufa, Marokkaans-Nederlands voetballer
- 1984 - Congfu Cheng, Chinees autocoureur
- 1984 - Ruth van der Meijden, Nederlands atlete
- 1985 - Nipsey Hussle, Amerikaans rapper (overleden 2019)
- 1985 - Emil Jönsson, Zweeds langlaufer
- 1986 - Charlène de Lange, Nederlands zangeres
- 1986 - Anna Segal, Australisch freestyleskiester
- 1987 - Michel Kreder, Nederlands wielrenner
- 1988 - Oussama Assaidi, Nederlands voetballer
- 1988 - Sanne Troelsgaard Nielsen, Deens voetbalster
- 1989 - Joe Jonas, Amerikaans zanger en acteur
- 1989 - Carlos Pena jr., Amerikaans acteur en zanger
- 1989 - Yannick van de Velde, Nederlands acteur
- 1990 - Aniek van Koot, Nederlands rolstoeltennisster
- 1990 - Jennifer Lawrence, Amerikaans actrice
- 1990 - Kennedy Nwanganga, Nigeriaans voetballer
- 1990 - Helle Vanderheyden, Belgisch actrice
- 1990 - Danny Verbeek, Nederlands voetballer
- 1991 - Ellen Gandy, Australisch-Brits zwemster
- 1991 - Petja Piiroinen, Fins snowboarder
- 1991 - Ben Treffers, Australisch zwemmer
- 1991 - Sam Willoughby, Australisch BMX'er
- 1992 - Défano Holwijn, Nederlands youtuber
- 1993 - Alex Oxlade-Chamberlain, Engels voetballer
- 1994 - Jesús Gallardo, Mexicaans voetballer
- 1994 - Kosuke Hagino, Japans zwemmer
- 1994 - Lina Magull, Duits voetbalster
- 1994 - Natalja Zabijako, Estisch-Russisch kunstschaatsster
- 1995 - Zhao Shuai, Chinees taekwondoka
- 1995 - Sam Oomen, Nederlands wielrenner
- 1996 - André Gohr, Braziliaans wielrenner
- 1996 - Liam Henderson, Schots voetballer
- 1997 - Olga Ahtinen, Fins voetbalster
- 1997 - Nicoline Sørensen, Deens voetbalster
- 1998 - Jari Vlak, Nederlands voetballer
- 1999 - Oliwia Woś, Pools voetbalster
- 2000 - Olivia Giaccio, Amerikaans freestyleskiester
- 2001 - Corinne Stoddard, Amerikaans shorttrackster
- 2002 - DaRon Holmes II, Amerikaans basketballer
- 2004 - Solbjørk Minke Anderson, Deens wielrenster
- 2007 - Jens Mathijsen, Nederlands voetballer

## Overleden

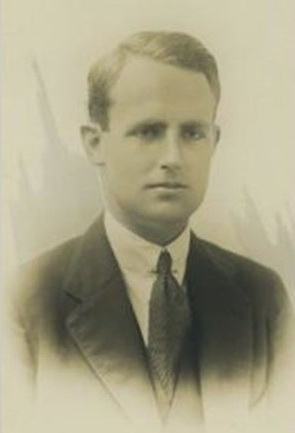
Willem Ruys
overleden in 1942

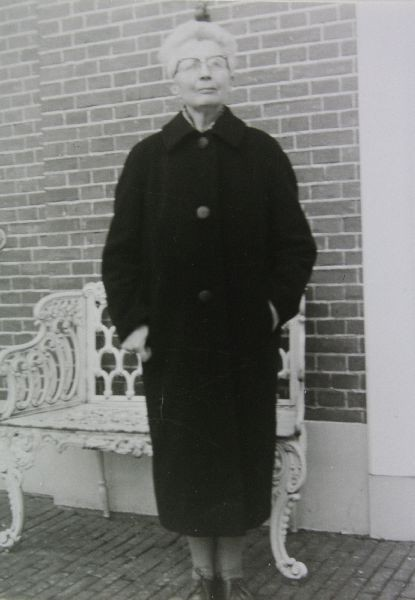
Ida Gerhardt
overleden in 1997

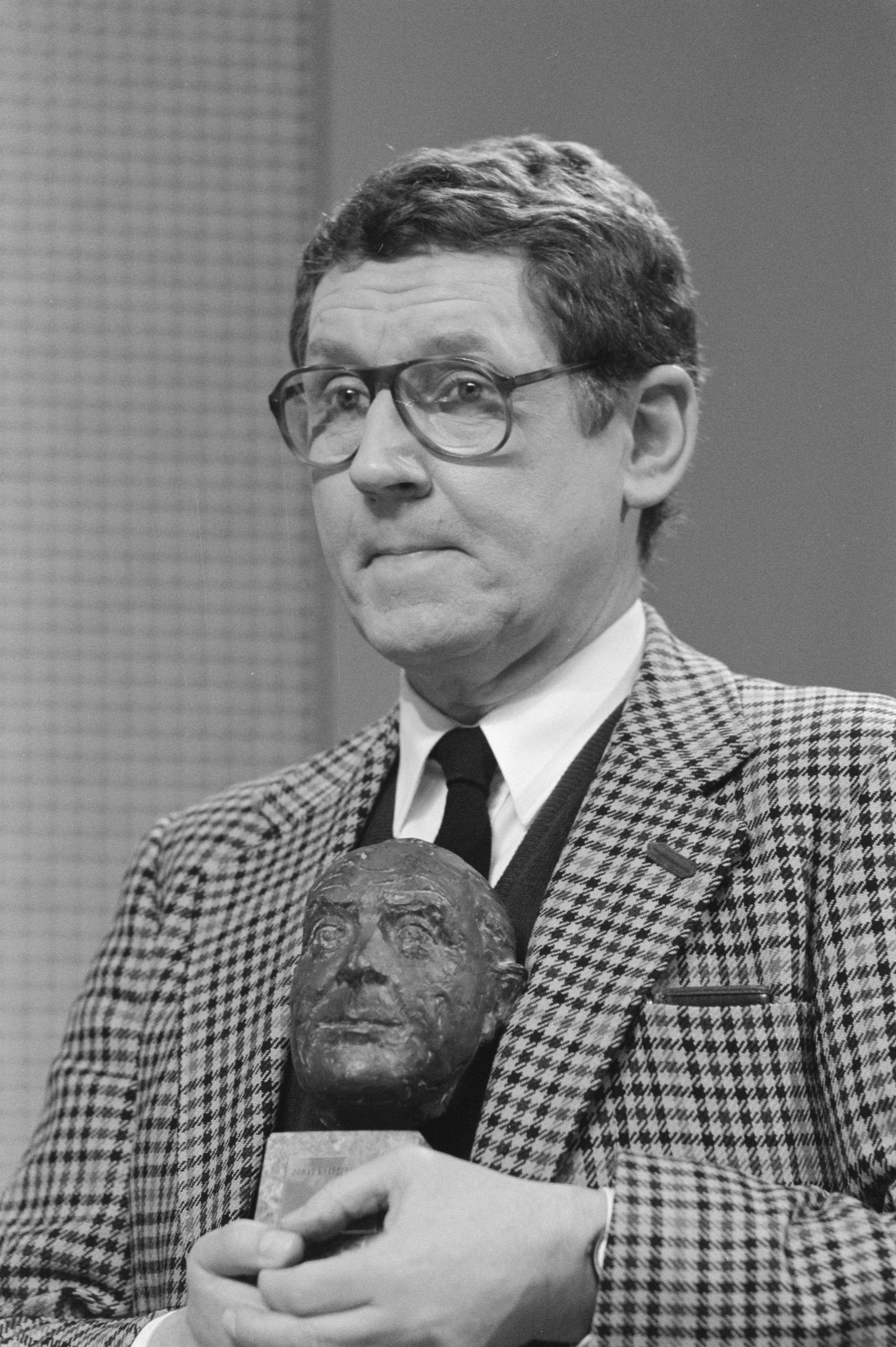
John Lanting
overleden in 2018

- 465 - Libius Severus (?), Romeins keizer
- 778 - Roland (~42), Frankisch edelman
- 873 - Yi Zong (39), keizer van China
- 998 - Siegfried van Luxemburg (76), graaf van Luxemburg
- 1038 - Stefanus I van Hongarije (63), koning van Hongarije
- 1568 - Stanislaus Kostka (17), Pools heilige en jezuïet
- 1728 - Marin Marais (72), Frans componist
- 1885 - Jens Jacob Worsaae (64), Deens archeoloog
- 1887 - Harm Cornelis Winters (66), Nederlands architect
- 1909 - Laura Theresa Alma-Tadema (57), Engels kunstschilderes
- 1932 - Alphons Franssen Herderschee (60), Nederlands ontdekkingsreiziger
- 1935 - Paul Signac (71), Frans schilder en graficus
- 1935 - Adri van de Ven (62), Nederlands bariton en bas
- 1942 - Robert Baelde (34), Nederlands jurist en maatschappelijk werker
- 1942 - Willem Ruys (47), Nederlands reder
- 1947 - Nils Andersson (60), Zweeds voetballer
- 1956 - Jose Vera (67), Filipijns politicus
- 1957 - Gilbert Leon Hime (69), Braziliaans voetballer
- 1962 - Bob McIntyre (33), Schots motorcoureur
- 1964 - Dr. Atl (88), Mexicaans schilder
- 1966 - Jan Kiepura (64), Pools zanger
- 1967 - René Magritte (68), Belgisch surrealistisch schilder
- 1969 - Stijn Streuvels (97), Belgisch schrijver (pseudoniem van Frank Lateur)
- 1975 - Sjeik Mujibur Rahman (55), president van Bangladesh
- 1976 - Feike de Boer (84), Nederlands burgemeester
- 1984 - Alex Asperslagh (83), Nederlands schilder, glazenier en keramist
- 1990 - Viktor Tsoi (28), Sovjet-Russisch artiest
- 1994 - Wout Wagtmans (64), Nederlands wielrenner
- 1996 - Joe Seneca (77), Amerikaans acteur en songwriter
- 1997 - Ida Gerhardt (92), Nederlands dichteres
- 1999 - Donald Brun (89), Zwitsers grafisch kunstenaar
- 2001 - Kateryna Joesjtsjenko (81), Sovjet-Oekraïens informatica
- 2003 - Janny Brandes-Brilleslijper (86), Nederlands Joods verzetsstrijdster en overlevende van de Holocaust
- 2005 - Jacobus Johannes (Ko) de Lavoir (107), oudste man van Nederland
- 2006 - Carlo Dusio (84), Italiaans autocoureur
- 2006 - Wim Schut (85), Nederlands stedenbouwkundige en politicus
- 2006 - Faas Wilkes (82), Nederlands voetballer
- 2007 - Ad Zonderland (66), Nederlands voetbalcoach en sportbestuurder
- 2009 - Virginia Davis (90), Amerikaans actrice
- 2009 - Sammy Petrillo (74), Amerikaans komiek
- 2012 - Bob Birch (56), Amerikaans basgitarist
- 2012 - Martine Franck (74), Belgisch fotografe
- 2012 - Harry Harrison (87), Amerikaans schrijver
- 2013 - Sławomir Mrożek (83), Pools schrijver
- 2013 - Jacques Vergès (88), Frans-Vietnamees advocaat
- 2014 - (Fe)licia Albanese (101 of 105), Italiaans-Amerikaans sopraan
- 2014 - Jan Ekier (100), Pools pianist en componist
- 2014 - Piet de Ruiter (75), Nederlands politicus
- 2015 - Rafael Chirbes (66), Spaans schrijver
- 2015 - Max Greger (89), Duits bigbandleider, jazzmuzikant, dirigent en saxofonist
- 2016 - Dalian Atkinson (48), Engels voetballer
- 2016 - Jean Barthélemy (83), Belgisch architect en stedenbouwkundige
- 2016 - Monique Koeyers-Felida (49), Curaçaos politicus
- 2016 - Bé Lutken (75), Nederlands politiefunctionaris
- 2018 - Henk de Kort (84), Nederlands burgemeester
- 2018 - John Lanting (88), Nederlands acteur, regisseur en producent
- 2018 - Momoko Sakura (53), Japans mangaka
- 2018 - Jelena Sjoesjoenova (49), Russisch turnster
- 2019 - Laura Maaskant (25), Nederlands schrijfster
- 2020 - Luk Van Mello (69), Belgisch acteur
- 2020 - Henk Wullems (84), Nederlands voetbaltrainer
- 2021 - Gerd Müller (75), Duits voetballer
- 2023 - Klaus Bugdahl (88), Duits baanwielrenner
- 2024 - Kees d'Angremond (84), Nederlands waterbouwkundige
- 2024 - Ivair Ferreira (79), Braziliaans voetballer
- 2024 - Paul Koeck (83), Belgisch schrijver-scenarist
- 2024 - Cees Verspuij (86), Nederlands burgemeester
- 2025 - Rainer Holbe (85), Duits televisiepresentator, auteur en journalist
- 2025 - Greg Iles (65), Amerikaans schrijver
- 2025 - Javier Lambán (67), Spaans politicus

## Viering/herdenking

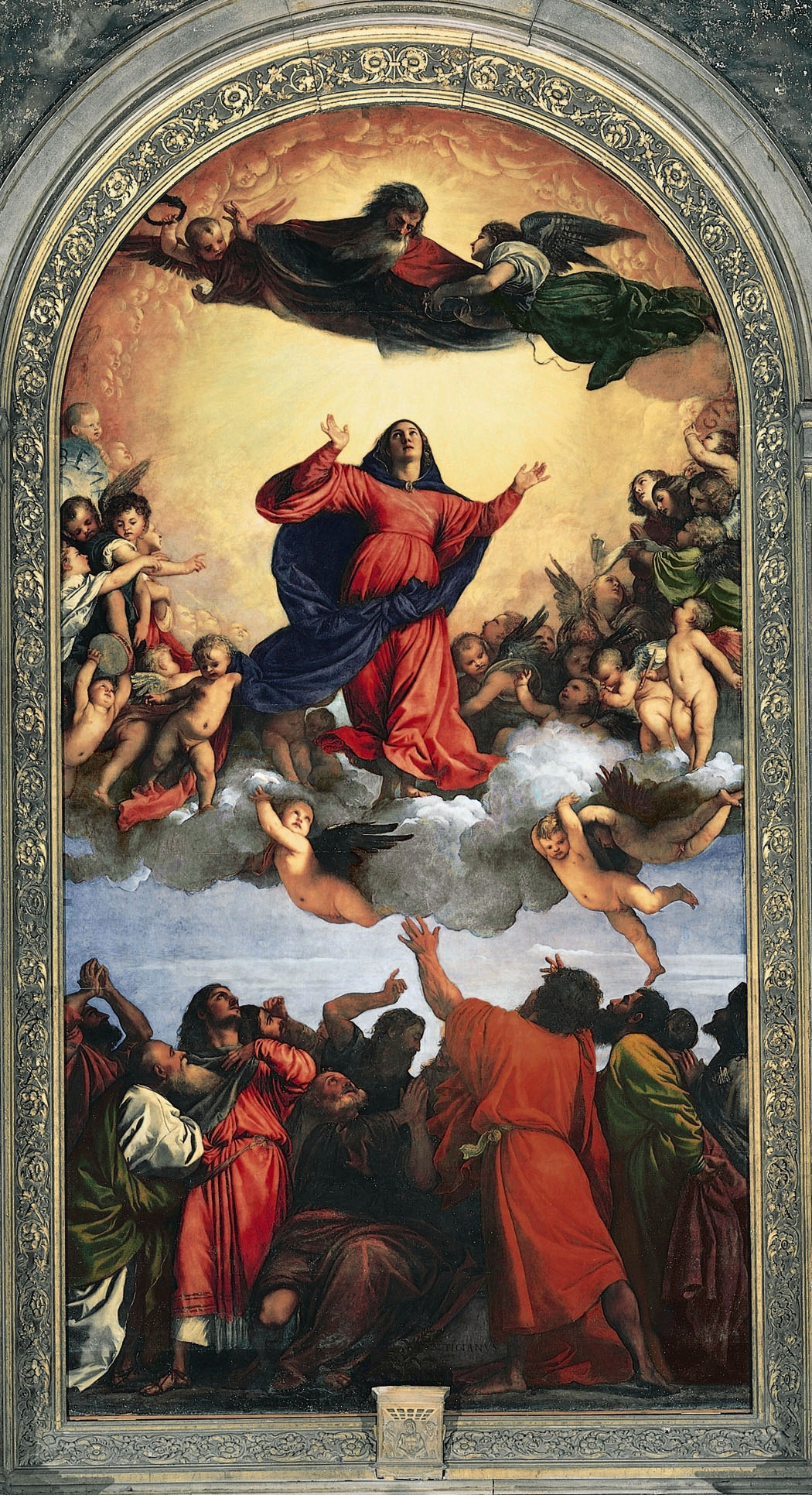
Maria Hemelvaart

- Maria-Tenhemelopneming (christendom): hoogfeest, in België en vele andere landen een wettelijke feestdag
- Moederdag in de Provincie Antwerpen (en omstreken) en Costa Rica
- In sommige streken wordt deze dag ook «halfoogst» genoemd (augustus is de oogstmaand, en oogst is ook de vroegere naam van deze maand)
- 1945: capitulatie van het Japans leger aan de marine van voormalig Nederlands-Indië, het huidige Indonesië
- Nationale herdenking 15 augustus 1945 in Nederland
- Nationale feestdag Republiek Congo
- Onafhankelijkheidsdag in India
- Bahrein Onafhankelijkheidsdag 1971
- Nationale feestdag van Liechtenstein
- Katholieke heiligenkalender:
  - Heilige Maria († 48)
  - Heilige Tarcisius († c. 255)
  - Heilige Altfrid († 874)
  - Zalige Rupert (van Ottobeuren) († 1145)
  - Machteld van Maagdenburg († 1282)

## Weerextremen

### Nederland
| | Officiële records | Officiële records | Officiële records |      | Landelijke records | Landelijke records | Landelijke records |
| Gebeurtenis | Jaar              | Extreem           | Locatie           | Jaar | Extreem            | Locatie            |                    |
| --- | ----------------- | ----------------- | ----------------- | ---- | ------------------ | ------------------ | ------------------ |
| Laagste etmaalgemiddelde temperatuur (°C) | 1912              | 11,9              | De Bilt           |      | 1912               | 11,4               | Eelde              |
| Hoogste etmaalgemiddelde temperatuur (°C) | 2001              | 24,4              | De Bilt           |      | 2001               | 25,9               | Maastricht         |
| Laagste minimumtemperatuur (°C) | 1994              | 5,6               | De Bilt           |      | 1994               | 3,9                | Arcen              |
| Hoogste minimumtemperatuur (°C) | 2020              | 18,6              | De Bilt           |      | 2020               | 21,2               | De Kooy            |
| Laagste maximumtemperatuur (°C) | 1912              | 14,6              | De Bilt           |      | 1923               | 14,5               | Eelde              |
| Hoogste maximumtemperatuur (°C) | 2001              | 31,4              | De Bilt           |      | 2001               | 33,6               | Arcen              |
| Hoogste uurgemiddelde windsnelheid (m/s) | 1904              | 11,8              | De Bilt           |      | 1930               | 17,5               | De Kooy            |
| Hoogste windstoot (m/s) | 1953              | 31,9              | De Bilt           |      | 1953               | 31,9               | De Bilt            |
| Langste zonneschijnduur (uur) | 1973              | 13,4              | De Bilt           |      | 1944 1995, 2008    | 13,5               | De Kooy Vlissingen |
| Langste neerslagduur (uur) | 1937              | 8,8               | De Bilt           |      | 2010               | 14,8               | Maastricht         |
| Hoogste etmaalsom van de neerslag (mm) | 1953              | 26,7              | De Bilt           |      | 2010               | 53,4               | Maastricht         |
| Laagste etmaalgemiddelde relatieve vochtigheid (%) | 1947              | 48                | De Bilt           |      | 1947               | 37                 | Maastricht         |
| Laagste uurwaarde luchtdruk op zeeniveau (hPa) | 1903              | 995,9             | De Bilt           |      | 2007               | 995,3              | Vlieland           |
| Hoogste uurwaarde luchtdruk op zeeniveau (hPa) | 1966              | 1031,4            | De Bilt           |      | 1966               | 1032,1             | Vlissingen         |
| Officiële records worden altijd gemeten op het KNMI-weerstation in De Bilt. Landelijke records kunnen worden gemeten op elk officieel KNMI-weerstation in Nederland. |                   |                   |                   |      |                    |                    |                    |

Uitzonderlijke gebeurtenissen
- 1909 - Officieel hoogste minimumtemperatuur in °C van het jaar gemeten in De Bilt: 15,5
- 1953 - Officieel maandrecord hoogste windstoot in m/s van augustus gemeten in De Bilt: 31,9
- 1981 - Laatste officiële zomerse dag van het jaar (maximumtemperatuur ≥ 25 °C in De Bilt)

### België
Dagrecords
- 1845 - Laagste etmaalgemiddelde temperatuur 11,3 °C
- 2001 - Hoogste etmaalgemiddelde temperatuur 25,2 °C
- 1885 - Laagste minimumtemperatuur 6,8 °C
- 1947 - Hoogste maximumtemperatuur 32,3 °C
- 1990 - Hoogste etmaalsom van de neerslag 15,3 mm

Uitzonderlijke gebeurtenissen
- 1954 - 50 tot 80 mm neerslag op verschillende plaatsen.
- 1994 - Minimumtemperatuur in Elsenborn (Bütgenbach): 0 °C
- 2004 - Onweer zorgt voor veel neerslag, tot 68 mm in Oostkerke (Damme), waardoor overstromingen ontstaan en hagelschade in onder meer Roeselare, Zonnebeke, Izegem, Ledegem, Moorslede, Heuvelland en Ieper.
- 2010 - Hoge neerslagcijfers tot 85,4 mm in Moerbeke door onweer.

<< · 1 · 2 · 3 · 4 · 5 · 6 · 7 · 8 · 9 · 10 · 11 · 12 · 13 · 14 · 15 · 16 · 17 · 18 · 19 · 20 · 21 · 22 · 23 · 24 · 25 · 26 · 27 · 28 · 29 · 30 · 31 · >>